# Clepsicosma
Clepsicosma là một chi bướm đêm thuộc họ Crambidae.